# Ē̦
Cette page contient des caractères spéciaux ou non latins. S’ils s’affichent mal (▯, ?, etc.), consultez la page d’aide Unicode.
Ē̦ (minuscule : ē̦), appelé E macron virgule souscrite, est un graphème utilisé en letton par certains auteurs lorsque l’intonation syllabique est indiquée. Il s’agit de la lettre E diacritée d’un macron et d’une virgule souscrite.

## Utilisation
En letton, ‹ ē̦ › est utilisé par certains auteurs quand l’intonation syllabique est indiquée, par exemple dans la transcription de apbē̦das dans le dictionnaire Mīlenbahs-Endzelīns numérique. Le e macron cédille ‹ ȩ̄ ›est parfois utilisé à sa place.

## Représentations informatiques
Le E macron virgule souscrite peut être représenté avec les caractères Unicode suivants :
- composé et normalisé NFC (latin étendu - A, diacritiques) :

| formes    | représentations | chaînes de caractères | points de code | descriptions                                                   |
| --------- | --------------- | --------------------- | -------------- | -------------------------------------------------------------- |
| capitale  | Ē̦               | Ē◌̦                    | U+0112 U+0326  | lettre majuscule latine e macron diacritique virgule souscrite |
| minuscule | ē̦               | ē◌̦                    | U+0113 U+0326  | lettre minuscule latine e macron diacritique virgule souscrite |

- décomposé et normalisé NFD (latin de base, diacritiques) :

| formes    | représentations | chaînes de caractères | points de code       | descriptions                                                               |
| --------- | --------------- | --------------------- | -------------------- | -------------------------------------------------------------------------- |
| capitale  | Ē̦               | E◌̦◌̄                   | U+0045 U+0326 U+0304 | lettre majuscule latine e diacritique virgule souscrite diacritique macron |
| minuscule | ē̦               | e◌̦◌̄                   | U+0065 U+0326 U+0304 | lettre minuscule latine e diacritique virgule souscrite diacritique macron |